# ФК Полет Ратина
ФК Полет је фудбалски клуб из Ратине, Србија, и сезоне 2022/2023 се такмичи у Шумадијско-рашкој зони, четвртом такмичарском нивоу српског фудбала. Клуб је основан 1927. године.